# 世田谷学園中学校・高等学校
世田谷学園中学校・高等学校（せたがやがくえんちゅうがっこう・こうとうがっこう）は、東京都世田谷区三宿に所在し、中高一貫教育を提供する私立男子中学校・高等学校。
中学校から入学した内部進学の生徒とスポーツ選抜、仏教専修科により高等学校から入学した外部進学の生徒との間では3年間別々に学級を編成する準完全一貫校。

## 概要
1592年（文禄元年）、神田台（現：駿河台）吉祥寺の境内に曹洞宗の学寮（僧侶養成機関）、後の「旃檀林」として誕生した。曹洞宗が運営する。駒澤大学は系列校である。
学園の教育理念 "Think&Share" は、釈迦の言葉「天上天下唯我独尊（てんじょうてんげゆいがどくそん）」を、国際的に通用する言葉として、英訳したものである。

## 教育理念・求める人間像・モットー
教育理念
- “Think & Share” -「天上天下唯我独尊」（違いを認め合って共存する社会へ[8]）

求める人間像
- 自立心にあふれ、知性を高めていく人（智慧の人）
- 喜びを、多くの人と分かちあえる人（慈悲の人）
- 地球的視野に立って、積極的に行動する人（勇気の人）

学園のモットー
- 「明日をみつめて、今をひたすらに」"from Vision to Reality"
- 「違いを認め合って、思いやりの心を」"from Respect for Each to Respect for All"

## 沿革
（出典：学校公式サイト）
- 1592年（文禄元年） - 江戸神田台（後に本郷駒込）に曹洞宗吉祥寺の学寮（後に”旃檀林[注釈 4]“）として創始
- 1876年（明治9年） - “曹洞宗専門学校支校”となる
- 1902年（明治35年）
  - “曹洞宗第一中学林”と改称
  - 私立学校令に準拠し、この年を創立の年とする
  - 校章等制定
- 1913年（大正2年） - 現住所に校舎が移転
- 1914年（大正3年） - 地元一般子弟に入学許可開始
- 1924年（大正13年） - 校名を”世田谷中学”と改称
- 1935年（昭和10年） - 校歌制定
- 1940年（昭和15年） - “財団法人世田谷中学”設立
- 1947年（昭和22年） - 新制”世田谷中学”開設
- 1948年（昭和23年） - 新制”世田谷高等学校”（普通科）開設
- 1951年（昭和26年） - 設立者を”学校法人世田谷学園”に変更
- 1963年（昭和38年） - 長野県蓼科山白樺高原に学校寮”蓼科寮”開設
- 1974年（昭和49年） - 高等学校に理数科設置
- 1975年（昭和50年） - カウンセリングルーム開設
- 1981年（昭和56年） - 修道館（総合体育館）建設
- 1983年（昭和58年）
  - 校名を”世田谷学園中学校・世田谷学園高等学校”と改称
  - カナダ・ワイド・サイエンス・フェア出展参加
  - カナダとの国際交流開始
- 1985年（昭和60年） - 中3カナダ修学旅行・グレンライオン校と教育交流開始
- 1986年（昭和61年）
  - 服制改定
  - 放光館（科学館）建設
- 1987年（昭和62年）
  - 三心館（食堂）建設
  - 4年有志カナダ夏期英語研修開始
- 1990年（平成2年） - カナダ姉妹校との交換留学開始
- 1991年（平成3年）
  - 発心館（中学校舎）建設
  - カナダ・ワイド・サイエンス・フェア出展参加
  - 校章改定
- 1993年（平成5年） - 硬式野球部・甲子園初出場
- 1995年（平成7年） - 中高6年完全一貫開始
- 1996年（平成8年） - ニュージーランドとの国際交流開始
- 1998年（平成10年） - 中高6年完全一貫完成
- 2001年（平成13年） - 創立100周年、新校舎竣工
- 2007年（平成19年） - ダライ・ラマ第14世法王・来校特別講演[10]
- 2009年（平成21年） - 家庭科教室の設置
- 2010年（平成22年） - ダライ・ラマ第14世法王・来校特別講演[11]
- 2014年（平成26年） - 修道館・放光館リニューアル工事竣工
- 2016年（平成28年） - ダライ・ラマ第14世法王・来校特別講演[12]
- 2017年（平成29年） - 校内Wi-Fi環境・プロジェクター完備、代々木第一体育館にて体育祭開催[13]
- 2019年（令和元年）	
  - 三年修学旅行変更（沖縄）
  - シンガポール文化研修旅行開始
  - マスコットキャラクターが「ざふまる」となる
- 2020年（令和2年） - 制服改定（ポロシャツ）
- 2021年（令和3年） - 本科コース・理数コース開始

## 象徴

### 校章
校章の右側の模様は大本山永平寺の紋である久我竜胆（こがりんどう）、左側は大本山總持寺の紋である五七の桐をデザインしたものである。
以前は、中央に「中」や「高」の文字が入っていたが、1991年の創立90周年の際に、現在の三角と円弧の意匠に改定された。
三角と円弧は、地球を形取った坐蒲（尻の下に敷くクッション）の上で生徒たちが坐禅をしている姿を表している。智と徳を修め学び、身と魂を鍛え磨くことで、世界でグローバルに活躍してほしいという学園の願いが込められている。

### 制服
紺色詰襟である。銀色の襟章、金ボタンにはそれぞれ校章が象られている。
シャツの胸ポケットに校章の中央のマークがある。

### 校歌
1935年（昭和10年）12月、新校舎落成記念として制定された。
作詞は当時の学監中島栄松、作曲は教諭岡田志津麿である。作詞にあたっては北原白秋の校閲を受けたという。
1982年（昭和57年）年9月、歌詞の一部を改訂した。

### マスコットキャラクター
『ざふまる』
- 坐蒲がモチーフになっている。
- 2019年度に投票により決定した[17]。
- 生誕日は1924年（大正13年）12月8日である[18]。この年に校名を「世田谷中学」と改称し、この日を創立記念日と定めている。この年の成道会の日である。

『SETAGAYA LION』
- 中国の唐代の禅僧永嘉玄覚『証道歌』の一節「栴檀林。無雜樹。鬱密森沈師子住。」（旃檀林に雑樹なし。鬱密深沈（うつみつしんちん）として獅子（しし）のみ住す）に由来する。
- 旃檀（インド原産の香木）のみ、つまり、この学園は純粋清潔であり、生徒は皆、獅子のように誇り高く気概にあふれた優秀な人材であると、高らかに宣言したものである。
- 「旃檀林の獅子児」に初めて姿を与えた、学園のマスコット・キャラクターである。
- 地球の上のライオンの姿は、平和な地球社会の創造に貢献する世田谷健児の未来像を象徴するものである。

## 編成
中高一貫カリキュラムで、6年間を「前期」（1～2年生）・「中期」（3～4年生）・「後期」（5～6年生）の2つに区分した、「2-2-2制」を採用している。「2-2-2制」の採用は、心身ともに健全な成長の基盤を築き、興味関心を広げ、自らの将来を見据えられる生徒の育成を目的としている。
2021年から「本科コース」「理数コース」の2コース制を導入している。
- 本科コース
  - じっくりと着実に基礎力をつけ、きめ細かな指導を行う。
  - 3年生から、特進クラスと一般クラスの編成となる。特進クラスは、年間の成績により編成替えを行う。
  - 特進・一般クラスともに、5年次に文系・理系のコースに分かれる。

- 理数コース[20]
  - STEAM教育やPBLなどに力を入れ、科学人、医学人の育成を目指すコース。
  - 中高6年間で数学と理科の授業数が350時間ずつ増加すること、後期は進路を視野に入れた研究論文を作成することが特徴的である。

中期では、国際人としての行動力・コミュニケーション能力の土台を養うべく、海外研修や国内外の生徒との交流を実施している。
高等学校には、スポーツ成績優秀者を選抜するスポーツ選抜（硬式野球・バスケットボール・空手道・柔道・水泳）が各学年に1クラスずつあり、特に硬式野球部・バスケットボール部・空手道部を「強化指定部」とし、特待生制度を設け、創立125周年に向けて全国規模の大会への出場を目指している。他に仏教専修科がある。

## 課業
- 3期制であり、1時限50分・週6日授業を行っている[注釈 5]。
- 月曜から金曜までは通常授業（コアカリキュラム）、土曜は「土曜プログラム」を実施している[8]。
- 土曜日7時から、観性館の禅堂にて早朝坐禅会が開催される。対象は希望者（全学年）。
- 月に1回程度、月曜日に全校朝礼がある[3]。

## 教育内容
- 「道徳」の時間の代わりに「生き方」（宗教）が、全学年で週1回ある[22]。
- 英語、数学、国語では、5年生（高校2年）までに高校課程をほぼ習得する[19]。
- デジタルデバイスを活用する能力を育むため、入学後、一人一台のiPadが支給される。iPadは授業や諸連絡、家庭学習などで使用する。また、全教室にWi-Fi環境とプロジェクターが設置され、ICTの活用を積極的に行っている。
- 「学友ANNEX」という世田谷学園中学・高等学校の学内誌があり、ウェブ上でも閲覧が可能。世田谷学園の生徒・教員・OBの書いた文章、制作した作品等を公開している[23]。
- 災害等緊急事態発生時に本人と保護者との通信においてのみ使用できるよう、校内に携帯・スマートフォンの持ち込みを認めている。SNSを媒体としたトラブルも学園内外問わず発生する事例が見られることから、SNSの使用ガイドラインを制定し、公表している[24]。

### 土曜プログラム

#### 本科コース
- 英語 - 4クラスを、6〜7クラスの習熟度別に再編成。
- 国語 - 通常の50分授業では実施が難しい、映画を鑑賞して物語の類型をディスカッションしたり、感想文を書くことを、2時間続きの授業で実施。
- 理科 - 通常授業では行わない実験を実施（例：「発泡スチロール（ポリエチレン）の実験」など）。
- 社会 - 散策や訪問をして、フィールドワークなどを行う。

#### 理数コース
将来の進路として医師やエンジニアなどが多いことから、理科の実験、栽培、数学の探究、英語の文献の輪読などを行っている。
中期、後期では、特別講座としてOBのネットワークを活かした「医療系ゼミ」などを実施予定である。そこでは「医学」「薬学」「看護学」のゼミを行い、救急救命の体験や医療系大学の受験相談会などを予定している。

#### 美術
本科コースと理数コース合同で、油彩・日本画・版画・工芸・映像に分かれて実施。専門的な技法を2コマ連続で学ぶ。

### 講習
正課の授業の他に、放課後や長期休暇期間を利用した講習を行っている。
- SGSサイエンスプログラム

基本的な知識を暗記だけでなく、自ら問いや仮説を立てて真実を探究していき、問題を解決していく。
- クエストエデュケーション

HIS、大正製薬、テレビ東京などの企業にインターンとして参加し、企業からのミッションに応える形でビジネスプランを考案。
2019年度はメニコンのインターンに参加した生徒が優秀賞を受賞した。

## 国際教育

### 国内
- SGS-BST

対象は3年生。昭和女子大学キャンパス内に所在する、イギリスの義務教育課程の学校であるBST（ブリティッシュ・スクール・イン・トウキョウ）の授業を受ける。多国籍の生徒や児童が通っている。
- インターナショナルスクールの生徒が世田谷学園の授業に参加するプログラムと、インターナショナルスクールに世田谷学園の学生が通う国内ミニ交換留学がある。

### 国外
- カナダ英語研修

対象は4年生全員。30年以上にわたり姉妹校であるカナダのグレンライオン・ノーフォーク校 (GNS) へ約10日間留学体験に参加する。積極的なディベートや発表でリスニング能力とスピーキング能力を向上させるプログラムである。
カナダ英語研修に向けて外国人講師1名と生徒8名で準備講習を行うSGS－CAN prepがある。ホームステイ英会話および、現地の文化・生活を学ぶ。
- ニュージーランド派遣留学

対象は4年生の希望者。ニュージーランドのダーフィールド・ハイ・スクール (DHS) に留学するプログラム。ホームステイをしながらDHSの一般授業を現地の生徒と共に受講する。
- シンガポール文化研修

対象は3年生の希望者。シンガポールのインド人街、アラブ人街、中華街などを見学する。シンガポール国立大学の現役大学生やインターナショナルスクールとの交流も経験できる。シンガポール文化研修に向けて現地の英語発音に慣れるための事前学習を行うSGS－SIN prepがある。

## 主要な学校行事

### 文化祭
文化祭の名称は「獅子児祭（ししじさい）」であり、毎年9月の第2日曜日と第3月曜日（敬老の日）に催される。第54回（2019年度）獅子児祭には、1万人以上が訪れた。
- 2009年度はインフルエンザ流行のため、中止となった｡
- 2020年度は新型コロナウイルス感染症拡大を受けて、バーチャルSNSを活用し、バーチャルで開催。 開催は11月21・22の2日間で、その様子は11月末までWebで公開されていた。現在は一部のコンテンツのみ視聴可能である。
- 2021年度は、オンラインとオフラインのハイブリッド開催を実施。攻玉社中学・高校の文化祭「輝玉祭」とのコラボも行われた。

### 体育祭
2016年度まで「体育競技会」と称して催していた校内行事を、生徒たちの手によって自主的に運営する「体育祭」としてリスタートした。
中学1年～高校3年生の5組（赤・青・黄・黒・白）の縦割りの編成で、様々な競技が行われる。第1回体育祭は6月1日に代々木第一体育館で行われた。第2回体育祭から川崎市とどろきアリーナで行われている。2021年度は10月に、駒沢オリンピック公園運動場で開催された。

### 精霊祭
学園で行うお盆の行事。生徒一人ひとりが供え物としてお菓子や花を持ち寄り供養する。また、供え物は区内の養護施設に寄贈している。

## 部活動
運動部・文化部が合わせて30、同好会が7つと生徒会がある。

### 生徒会
- 全生徒により組織されるが、運営は主に直接選挙により選出された会長・副会長・各役員や有志の執行部らによって執り行われる。また、学園祭・体育祭の際にはそれぞれ実行委員会が組織され、運営を統括する。

### 運動部
- 硬式野球部（高）
  - 1992年の秋季東京都大会で優勝、続く第23回明治神宮野球大会の決勝戦で東海大相模を乱打戦の末に12－8で破り、優勝。翌1993年には春の選抜出場を決めている（春夏合わせて唯一の甲子園出場）。
  - 2006年より成瀬智が監督を務めている。
- 軟式野球部（高）
- 軟式野球部（中）
- 卓球部
- 空手道部
  - 関東大会やインターハイ等に出場している。
- 柔道部
  - 講道学舎からの受け入れ（現在は行っていない）もあり毎年インターハイ等の全国大会に出場し、上位成績を修めていた。また、多数の著名な格闘家・柔道選手を輩出し、オリンピックのメダリストも数人輩出している。獲得した全国タイトルは、計30回（金鷲旗14回・インターハイ6回・選手権10回）を誇る。
- 剣道部
- 水泳部
- 高校バスケットボール部
- 中学バスケットボール部
- バレーボール部
- サッカー部
- ソフトテニス部
- 硬式テニス部
- 陸上競技部

### 文化部
- 仏教青年会
- 地理部
  - 2016年、廃部状態だった地理部が当時中学1年生の生徒により再興される。
  - ブラチリブというYouTubeチャンネルを運営している。
  - 2019年の獅子児祭（文化祭）では、部長とクイズバトルというARクイズアプリケーションを部長が0から企画・開発し、それを使った展示で1500人以上を集客し、見事展示大賞1位を獲得している。
  - 2021年5月18日放送の「沼にハマってきいてみた」（NHK Eテレ）のスマホアプリ沼回に部長が出演した際、部長とクイズバトルとともに地理部の紹介がなされる。また当時中学2年生の部員4人もVTR内で出演している[30]。
- 英語部
  - バングラデシュへフェイスシールドの寄付を行った。世田谷学園の英語部の生徒が100個フェイスシールドを作成し、8月18日に専修大松戸中学校の生徒とともに、250個のフェイスシールドをバングラデシュ大使館に寄贈した。新型コロナウイルス感染防止のために、バングラデシュの医療機関を中心にして、現地で使われる[31]。
- 演劇部
- 弁論部
  - 弁論大会やディベート大会など多くの大会に個人や団体で出場している。
- 物理部
  - NHK Eテレのピタゴラスイッチをオマージュした、「セタゴラスイッチ」を毎年制作している。その内容を評価され、2017年12月17日放送の「動画甲子園」（日本テレビ）に出演して、2位を獲得した。また、2018年12月11日放送（2019年2月13日再放送）の「沼にハマってきいてみた」（NHK Eテレ）のからくり装置特集回にも出演している[32][33]。
- 吹奏楽部
  - 全日本アンサンブルコンテストにおいて22回金賞受賞（うち多数はクラリネットパート）するなどの実績を有している。また、合奏においても、第16回（2016年）東日本学校吹奏楽大会（高校部門）に出場し、銀賞を受賞している。
- 写真部
- 文芸部
- 化学部
- 美術部
- 政治経済研究部
- 歴史部
  - 課外学習として、月に一回の旅行がある。
- 生物部
- 書道部

### 同好会
- ワンダーフォーゲル部
- ランチタイム・スポーツ同好会
- 映画研究同好会
- マジック同好会
- 鉄道研究同好会
- 囲碁・将棋同好会
- パソコン研究同好会
- ラヂヲ研究会

## その他
- ダライ・ラマ14世が3度来校し、講演している（2007年度・2010年度・2016年度）[10][11][12]。
- かつては商業科・理数科を受け入れていたが、現在は廃止している。

## 施設

### 観性館
校門のすぐ近くにある建物。シンボルタワーが建っている。
- 禅堂（シンボルタワー1階）
  - 60人程が座れ、土曜日の早朝坐禅会などに使用されている。
  - 座禅の専用施設を備えているのは、首都圏で中高一貫校では唯一である[6]。
  - 地域住民にも開放されている[6]。
- 図書館（シンボルタワー2階）- 2009年に所蔵図書2万冊全てがデータベース化された。
- 三心館（生徒食堂、地下1階）- 330席が用意されている。1週間のメニュをFacebookで公開している。
- 美術室
- コンピュータルーム

### 発心館
- 普通教室（34クラス）・選択教室
- 調理室
- 保健室
- カウンセリングルーム

### 放光館
主に実験室が入っている。
- 放光館ホール - 230席ほどある。
- 化学実験室
- 化学講義室
- 物理実験室
- 物理講義室
- 生物実験室
- 生物講義室

### 修道館
- アリーナ - 体育の授業や朝礼などが行われる体育館。
- 修道館ホール - 主に講演会などに使われる。
- 室内プール - 温水プールになっている。
- 武道場
- 卓球場

### 白雲館
創立125周年記念事業として2026年3月頃の竣工を目処に建設中。

## 入試
中学からの中高一貫200名と、高校からスポーツ推薦、仏教専修科で入学する25名がある。
中学からの入学は、一般の筆記試験4教科（国語・算数・理科・社会）に加え、2019年度より算数単科目での「算数特選入試」(2月1日午後・特待生選抜20名）が新設された。
特待生の選抜は算数特選入試での20名と2月2日の10名の合計30名。特待生は入学後1年間学費が免除される。また在学中は成績に応じてその都度1年間の特待生が採用される。
2019年度より帰国生（海外経験1年以上、帰国3年以内の者）優遇措置が導入された。具体的には、海外・日本間の学習環境の違いにより受験勉強がスムーズに行えないという事情を考慮し、全試験日程において加点するというものである。
2021年度に理数コースを新設し、本科コースとの2コース体制となる。

## 交通アクセス
- 電車
  - 東急田園都市線・東急世田谷線 三軒茶屋駅北口B 徒歩10分
  - 小田急小田原線 下北沢駅南口 徒歩25分
  - 京王井の頭線 池ノ上駅 徒歩18分
- バス
  - 東急バス渋05/渋11/渋21/渋22/渋23/渋24/渋31/渋32/渋82 三宿停留所下車 徒歩5分

## 関係学校
| 大学・大学院・短期大学 - 駒澤大学・大学院 - 北洋大学 - 愛知学院大学・愛知学院大学短期大学部 - 東北福祉大学・大学院 - 鶴見大学・大学院・短期大学部 - 駒沢女子大学・大学院・短期大学 | 高等学校・中学校 - 駒澤大学高等学校 - 駒澤大学附属苫小牧高等学校 - 愛知中学校・高等学校 - 鶴見大学附属中学校・高等学校 - 駒沢学園女子中学校・高等学校 - 豊川高等学校 - Glenlyon Norfolk School（高校1年生のカナダ英語研修旅行先） |